# Дом Мещерских — Е. А. Волковой
Дом Мещерских — Е. А. Волковой — историческое здание в Москве, построенное в первой половине XVIII века, перестроенное в начале XIX века. Дом занимает посольство Греции в России. Объект культурного наследия федерального значения. Расположен в Леонтьевском переулке, дом 4.

## История
Дом уже существовал в период, когда участком владел полковник, князь Г. С. Мещерский (с 1737 по 1745 год). Дом сгорел во время московского пожара 1812 года. В 1817 году дом у князя А. Н. Долгорукова купила Е. А. Волкова, урождённая княжна Оболенская, жена капитана лейб-гвардии Н. А. Волкова. При восстановлении в 1817—1823 гг., когда домом владела Е. А. Волкова с мужем, он был перестроен, архитектором указывается А. Г. Григорьев. Когда усадьба принадлежала Волковым, в ней, в частности, жил актёр И. В. Самарин, сын бывшего крепостного Волковых. Во владении Волковых усадьба оставалась до 1848 года. В 1858 году дом купила А. Ф. Закревская, жена московского генерал-губернатора графа А. А. Закревского. В 1862 году к дому была пристроена со стороны двора домовая церковь. В 1880-х гг. дом перешёл к купцам Сорокоумовским, разбогатевшим на торговле мехом, они владели зданием до Октябрьской революции. Так как новые хозяева не имели правда держать в доме церковь, она была упразднена, а бывший объём церкви был ещё расширен с устройством парадной столовой и проезда под ней. В здании разместили коллекцию живописи, собранную П. П. Сорокоумовским, куда входили полотна Айвазовского, Тропинина, Левитана.
После революции здание занял Центральный дом работников просвещения, хотя первоначально планировалось размещение Московского коммунального музея. В доме прошла последняя выставка Товарищества передвижных выставок в 1922 году. Позднее в нём находилась редакция «Учительской газеты». В последние десятилетия в доме находится посольство Греции. В 2012—2015 гг. в доме прошли реставрационные работы, за которые авторский коллектив получил премию правительства Москвы «Московская реставрация» за 2015 год.

## Архитектура
Первоначально дом был оформлен в стиле барокко, но эта отделка не сохранилась. Постройка начала XVIII века проявляется в постановке дома торцом к переулку, симметричной планировке с двумя выступающими ризалитами на продольных фасадах. После перестройки он приобрёл ампирное оформление. Фасад со стороны переулка богато декорирован. Плоский центральный ризалит украшен рельефами, по сторонам от него размещены эдикулы. В ином, более монументальном стиле оформлен парадный южный фасад. Его оформляет крупный портик со спаренными дорическими колоннами, который фланкирован квадратными пилонами. Антамблемент портика облегчён, триглифный фриз мелкий. За портиком располагается глубокая лоджия. Интерьеры здания богато оформлены лепниной, относящейся к середине и концу XIX века, а от эпохи ампира сохранился плафон парадной лестницы, где широкий световой проём окружён балюстрадой.